# XX años del amor después del amor
XX Años del Amor Despues del Amor, também chamado de El Amor Despues del Amor - 20 Años, é o quarto álbum ao vivo do roqueiro argentino Fito Páez.
Em 2012, Fito Páez saiu numa turnê mundial comemorativa do álbum El amor después del amor, que é, até hoje, o álbum mais vendido em toda a história do rock argentino, com mais de um milhão de cópias vendidas.
Assim, o álbum XX años del amor despues del amor revive os sucessos do El amor después del amor, com as músicas sendo cantadas na ordem que aparece no álbum de 1992.

## Faixas
Todas as canções foram compostas por Fito Páez, exceto La Rueda Mágica, por Fito Páez e Charly García
| N.º | Título                              | Compositor(es) | Composição Músical      | Duração |  |
| 1.  | "El Amor Después Del Amor"          | Fito Páez      | Fito Páez               | 6:07    |  |
| 2.  | "Dos Días En La Vida"               | Fito Páez      | Fito Páez               | 3:48    |  |
| 3.  | "La Verónica"                       | Fito Páez      | Fito Páez               | 5:58    |  |
| 4.  | "Tráfico Por Katmandú"              | Fito Páez      | Fito Páez               | 4:15    |  |
| 5.  | "Pétalo De Sal"                     | Fito Páez      | Fito Páez               | 2:49    |  |
| 6.  | "Sasha, Sissí Y El Círculo De Baba" | Fito Páez      | Fito Páez               | 4:36    |  |
| 7.  | "Un Vestido Y Un Amor"              | Fito Páez      | Fito Páez               | 3:35    |  |
| 8.  | "Tumbas De La Gloria"               | Fito Páez      | Fito Páez               | 4:41    |  |
| 9.  | "La Rueda Mágica"                   | Fito Páez      | Fito Páez/Charly García | 4:07    |  |
| 10. | "Creo"                              | Fito Páez      | Fito Páez               | 5:14    |  |
| 11. | "Detrás Del Muro De Los Lamentos"   | Fito Páez      | Fito Páez               | 4:30    |  |
| 12. | "Balada de Donna Helena"            | Fito Páez      | Fito Páez               | 6:02    |  |
| 13. | "Brillante Sobre el Mic"            | Fito Páez      | Fito Páez               | 4:55    |  |
| 14. | "A Rodar mi Vida"                   | Fito Páez      | Fito Páez               | 5:40    |  |

| DVD Bonus Track |                                                              |         |  |
| N.º             | Título                                                       | Duração |  |
| 15.             | "Mariposa Tecknicolor"                                       |         |  |
| 16.             | "Ciudad de pobres corazones (Part. Especial: Charly García)" |         |  |

## Prêmios e Indicações

### Grammy Latino
No dia 25 de Setembro de 2013, chegou a confirmação de que o álbum foi um dos indicados ao Grammy Latino 2013.
| Ano  | Álbum                              | Indicação                           | Resultado | Ref.  |
| ---- | ---------------------------------- | ----------------------------------- | --------- | ----- |
| 2013 | El Amor Despues del Amor - 20 Años | Melhor Video Musical (Versão Longa) | Indicado  | [ 3 ] |